# Lepidocyrtus curvicollis
Lepidocyrtus curvicollis is een springstaartensoort uit de familie van de Entomobryidae. De wetenschappelijke naam van de soort is voor het eerst geldig gepubliceerd in 1839 door Bourlet.